# Novena Calle Suroeste
La 9.ª Calle Suroeste o Novena Calle Suroeste es una vía secundaria del cuadrante suroeste de la ciudad de Managua, Nicaragua. Cruza importantes sectores residenciales y conecta áreas próximas al centro histórico con barrios del oeste de la capital.

## Trazado
La vía inicia en la Avenida Bolívar, dentro del centro histórico, y se extiende hacia el oeste, atravesando sectores de uso mixto, residencial y educativo. Pasa por intersecciones relevantes como la 12.ª Avenida Suroeste, la 27.ª Avenida Suroeste y concluye en la 35.ª Avenida Suroeste dentro del Barrio Linda Vista.

## Intersecciones principales
- Avenida Bolívar (Managua) – Inicio en el centro antiguo
- 12.ª Avenida Suroeste – Vía conectora hacia el Mercado Roberto Huembes
- 27.ª Avenida Suroeste – Cruce hacia zonas intermedias
- 35.ª Avenida Suroeste – Límite occidental en Linda Vista

## Barrios que atraviesa
- Centro histórico
- Linda Vista